# Chlorozada metaleuca
Chlorozada metaleuca är en fjärilsart som beskrevs av George Francis Hampson 1905. Chlorozada metaleuca ingår i släktet Chlorozada och familjen trågspinnare. Inga underarter finns listade i Catalogue of Life.